# Smiley Burnette
Smiley Burnette (18 de marzo de 1911-16 de febrero de 1967) fue un popular intérprete de música country, así como actor de filmes de género western, trabajando como compañero de Gene Autry y de otros cowboys del cine de serie B. También actuó en la radio y en la televisión, y fue un prolífico compositor y cantante.

## Biografía
Su verdadero nombre era Lester Alvin Burnett, y nació en Summum, Illinois. Empezó a cantar siendo niño, y aprendió a tocar de oído un gran número de instrumentos musicales. Sin embargo, nunca aprendió a leer o escribir música. Siendo adolescente trabajó en el vodevil y, desde 1929, en la primera emisora radiofónica comercial del estado, la WDZ (AM) de Tuscola, Illinois. 
Burnette adoptó su apodo mientras interpretaba un personaje para un programa infantil de la WDZ. En esa época estaba leyendo la obra de Mark Twain "La rana saltarina del condado de Calaveras", en la que hay un personaje llamado Jim Smiley. Bautizó como Mr. Smiley a su personaje radiofónico, pero Burnette pronto tomó el alias como propio.

### Carrera cinematográfica
Su gran oportunidad llegó en diciembre de 1933 cuando fue contratado por Gene Autry para tocar el acordeón en el programa National Barn Dance, de la emisora de Chicago WLS (AM), en el cual Autry era la estrella principal. 
Con la llegada del cine sonoro, Hollywood buscaba talentos musicales para interpretar westerns. Así, en 1934, el productor Nat Levine eligió a la pareja para debutar como parte de una banda de bluegrass en el film de Mascot Pictures In Old Santa Fe, protagonizado por Ken Maynard. El film incluía dos composiciones de Burnette, que cantaba y tocaba el acordeón en el mismo.   
Hizo otros pequeños papeles hasta que le llegó la oportunidad de hacer otro papel secundario, aunque de mayor importancia, en el serial cinematográfico de 1935 The Adventures of Rex and Rinty. Ese mismo año, Levine dio a Autry su primer papel protagonista en el serial de 12 capítulos The Phantom Empire, en el cual Burnette interpretaba un personaje cómico, "Oscar." Mascot fue pronto absorbida por Republic Pictures, y Burnette actuó con Autry para el estudio interpretando al personaje cómico secundario Frog Millhouse. Su asociación produjo 62 westerns musicales. 
En 1940 fue segundo tras Autry en una encuesta realizada por la revista Boxoffice sobre la fama de las estrellas del western. Cuando Autry se ausentó para servir en la Segunda Guerra Mundial, Burnette interpretó a los camaradas de Eddie Dew, Sunset Carson y Robert Livingston. Además, actuó en nueve filmes junto a Roy Rogers. Tenía un club de admiradores, y era especialmente popular entre los más jóvenes. También se hizo famoso el caballo de Burnette, blanco y con un anillo negro alrededor del ojo izquierdo, y llamado por ello Black-eyed Nellie, Ring-eyed Nellie o Ring Eye.
Tras dejar Republic en junio de 1944, pasó a ser camarada de Charles Starrett en el serial de Columbia Pictures Durango Kid. Starrett trabajó en la serie desde 1945 hasta 1952, y la pareja hizo un total de 56 filmes. Cuando la serie finalizó, Burnette se reunió con Autry para rodar los últimos seis títulos de éste, todos estrenados por Columbia Pictures en 1953.

### Cantante y compositor
Burnette escribió más de 400 canciones y cantó un número significativo de las mismas en la. Su clásico western, "Ridin’ Down the Canyon (to Watch the Sun Go Down)," fue posteriormente grabado por Willie Nelson, Riders in the Sky y Johnnie Lee Wills. Otras de sus composiciones fueron "On the Strings of My Lonesome Guitar", "Fetch Me Down My Trusty .45," "Ridin' All Day," "It's Indian Summer," "The Wind Sings a Cowboy Song," "The Old Covered Wagon" y "Western Lullaby." También compuso bandas musicales para películas como The Painted Stallion y Waterfront Lady. Sus canciones fueron grabadas por diversos cantantes, incluyendo Bing Crosby, Ferlin Husky y Leon Russell. Su interpretación de "Steamboat Bill" llegó a la lista de éxitos country Billboard en 1939.

### Inventor
Burnette diseñó y fabricó algunos de sus inusuales instrumentos musicales en el taller de su casa. Su "Jassass-a-phone," por ejemplo, que tocaba en el film The Singing Cowboy, parecía un órgano con tubos, palancas y tiradores.
En los años cuarenta ideó y patentó un primitivo sistema audiovisual para el hogar llamado "Cinevision Talkies.". Además de todo ello ideó más de una docena de ingeniosos usos para un alambre común, según demostró en una actuación televisiva como artista invitado.

### Radio y televisión
Cuando el género cowboy declinaba, Burnette se retiró. Sin embargo, actuó como invitado en muchos programas radiofónicos y televisivos sobre música country, entre ellos Louisiana Hayride, el Grand Ole Opry y Town Hall Party. En las décadas de 1940 y 1950 pasó tiempo en Springfield (Misuri), produciendo un programa radiofónico de 15 minutos, The Smiley Burnette Show, emitido por Ralph D. Foster.   
También actuó de manera regular en el programa de la American Broadcasting Company Ozark Jubilee. Y a principios de 1957 filmó un episodio piloto para una serie llamada Pig 'N Poke, que finalmente la ABC no adquirió.
En los primeros años sesenta, Burnette siguió haciendo actuaciones en medios tan diferentes como autocines, ferias, hospitales, plazas y rodeos. Entre otros lugares, actuó con Dewey Brown y los Oklahoma Playboys en Fairfax, Oklahoma. 
A mediados de los sesenta actuó como Charley Pratt en los programas de la CBS Petticoat Junction (106 episodios) y Green Acres (siete episodios).

### Restaurador
Burnette disfrutaba cocinando, y abrió una cadena de restaurantes en la década de 1950 llamada The Checkered Shirt. El primero de ellos se localizó en Orlando (Florida). Todavía existen dos locales, uno en Redding (California), y otro en Escondido (California), pero ya no son propiedad de la familia Burnette.

### Fallecimiento
Acababa de completarse la cuarta temporada de Petticoat Junction cuando Burnette enfermó. El 16 de febrero de 1967, a los 55 años de edad, falleció en Encino, California, a causa de una leucemia. Fue enterrado en el Cementerio Forest Lawn Memorial Park de Hollywood Hills, California.
En 1971 ingresó a título póstumo en el Salón de la Fama de Compositores de Nashville. Por su contribución a la industria cinematográfica, Burnette tiene una estrella en el Paseo de la Fama de Hollywood, en el 6125 de Hollywood Boulevard. Así mismo, en 1998 fue incluido en la Western Music Association. 